# Esquerra Republicana de Catalunya
Esquerra Republicana de Catalunya of ERC (Nederlands: 'Catalaans Republikeins Links') is een Catalaanse politieke partij. ERC streeft naar een onafhankelijke Catalaanse Republiek.

## Geschiedenis

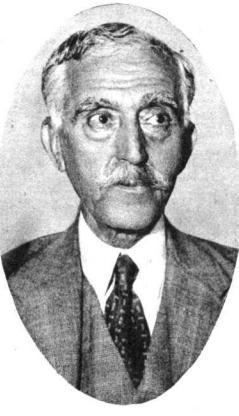
Francesc Macià

ERC ontstond in maart 1931 na een fusie van drie links-nationalistische groeperingen, te weten de Partit Republicà Català (Catalaans-Republikeinse Partij), L'Opinió (De Opinie) en Estat Català (Catalaanse Staat). ERC won de gemeenteraadsverkiezingen van april 1931 in de grote Catalaanse steden en de partijvoorzitter, Francesc Macià, riep daarop de "Catalaanse Republiek binnen de Iberische (Spaanse) federatie" uit. In 1932 verkreeg Catalonië een grote mate van autonomie en ERC-leider Francesc Macià werd president van Catalonië.
In oktober 1934 kwam de toenmalige president van Catalonië (Lluís Companys) in opstand tegen de centrale regering in Madrid en riep de onafhankelijkheid van Catalonië uit. Het leger onderdrukte de opstand en de autonomie van Catalonië werd opgeschort. President Companys - tevens de voorzitter van de ERC - en andere ERC-leiders verdwenen achter de tralies.
In 1935 sloot ERC een akkoord met andere linkse partijen in Spanje en werd het Volksfront opgericht. Het Volksfront won de verkiezingen van februari 1936 en de autonomie van Catalonië werd hersteld. Companys kwam vrij en werd opnieuw president van Catalonië.

Blauwe estelada, vaak gebruikt als vlag en embleem door ERC

Tijdens de Spaanse Burgeroorlog kozen de Catalaanse regering en ERC de zijde van de republikeinse regering. Kort na het begin van de Burgeroorlog werd vooraanstaand ERC-politicus Josep Sunyol nabij Madrid door het leger van Francisco Franco gearresteerd en zonder enig proces ter dood gebracht.
Tijdens de burgeroorlog was president Companys mede verantwoordelijk voor de dood van meer dan 26.000 Catalanen, die werden gemarteld en geëxecuteerd door de Servicio de Investigación Militar en de NKVD.
Na de inname van Barcelona in het voorjaar van 1939 door Franco's troepen, kwam er een einde aan de Catalaanse autonomie. ERC, zoals alle politieke partijen, werd verboden, maar bleef ondergronds actief. Lluís Companys werd in 1940 in Frankrijk opgepakt door de nazi's en werd, tegen de Verdragen van Genève in, uitgeleverd aan Spaanse franquistische agenten. Hij werd na een schijnproces gefusilleerd in het fort van Montjuïc te Barcelona. De hoogleraar en scheikundige Heribert Barrera i Costa (1917-2011), die in 1980 de eerste voorzitter van het nieuwe Catalaanse parlement zou worden, speelde een grote rol bij het reorganiseren van de partij in ballingschap.
Na de dood van Franco in 1975, werd ERC in 1977 de laatst gelegaliseerde partij in Spanje vanwege haar republikeinse ideologie.
- Zetels in het Parlement van Catalonië
  - 1995: 13
  - 1999: 12
  - 2003: 23
  - 2006: 21
  - 2010: 10
  - 2012: 21
  - 2015: 20 (binnen de coalitie Junts pel Sí)
  - 2017: 32
  - 2021: 33

Van 2003 tot en met 2010 maakte ERC deel uit van de Catalaanse coalitieregering (Partit dels Socialistes de Catalunya + Iniciativa per Catalunya Verds + ERC).
- Zetels in het Europees Parlement
  - De ERC bezet 2 zetel in het Europees Parlement en maakt er deel uit van de Europese Vrije Alliantie.

- Zetels in de Cortes Generales in Madrid
  - 2000: 1
  - 2004: 8
  - 2008: 3
  - 2012: 3
  - 2015: 9
  - 2016: 9
  - 2019: 15

ERC geeft een partijblad uit, Esquerra Nacional genaamd.

## Ideologie
De ERC is een centrumlinkse partij. ERC is tevens nationalistisch en streeft naar een federale Catalaanse republiek, die niet alleen de huidige autonome gemeenschap Catalonië bevat, maar ook de andere Catalaanstalige regio's Valencia, Balearen, delen van Aragón en Andorra, maar ook het Zuid-Franse Roussillon (Noord-Catalonië - door Frankrijk in 1659 geannexeerd - zie Vrede van de Pyreneeën), en Cerdanya.
Esquerra Republicana del País Valencià (ERPV) behartigt de belangen van de ERC in de autonome gemeenschap Valencia. Unitat Catalana in Noord-Catalonië werkt nauw samen met de ERC.
De huidige voorzitter van de ERC is Oriol Junqueras i Vies. De secretaris-generaal van de ERC is Marta Rovira i Vergés.

## Jeugdbeweging
De jeugdbeweging van de ERC is de Joventuts d'Esquerra Republicana de Catalunya (JERC), die reeds vóór de Spaanse Burgeroorlog was opgericht.